# Victor Borge
Victor Borge (Koppenhága, 1909. január 3. – Greenwich, Connecticut, 2000. december 23.) dán-amerikai humorista, előadóművész, zongoraművész. Gyakran Dánia Bohóc Hercegének vagy Nagy Dánnak nevezték. "A mosoly (két ember között) a legkisebb távolság" mondásáról is híres.

## Élete

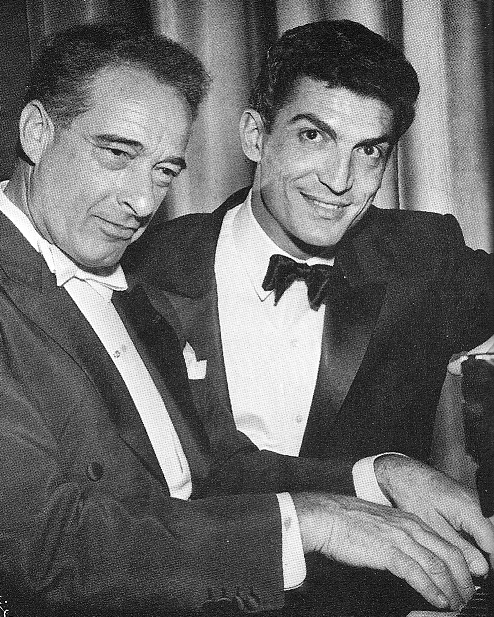
Victor Borge és Sergio Franchi (1963)

Børge Rosenbaum néven született, askenázi zsidó családban. Szülei, Bernhard és Frederikke (szül.: Lichtinger) Rosenbaum, mindketten zenészek voltak: apja hegedűs a Dán Királyi Zenekarban, édesanyja zongorista volt. Borge kétéves korában kezdte a zongoraórákat, és hamar kiderült, hogy csodagyerek. Nyolcéves korában adta elő első zongorabemutatóját, és 1918-ban teljes ösztöndíjat kapott a Dán Királyi Zeneakadémián, ahol Olivo Krause tanította. 
Később olyan tanárai voltak mint a dán Victor Schiøler, Liszt Ferenc egyik utolsó tanítványa, a skót Frederic Lamond, vagy a világhírű Ferruccio Busoni-tanítvány, a holland Egon Petri.
1926-ban adta első nagy koncertjét a dán Odd Fellow Palæet koncertteremben. Néhány év után klasszikus koncertzongoristaként kezdte mára híres "stand-up" fellépéseit, zongorazene és poénok sajátos keverékével. 1933-ban feleségül vette az amerikai Elsie Chiltont; ugyanabban az évben debütált revüelőadóként. Borge sokat kezdett turnézni Európában, ahol náciellenes poénjaival hívta fel magára a figyelmet. 
Amikor a Wehrmacht 1940. április 9-én megtámadta Dániát, Borge Svédországban koncertezett, és sikerült elszöknie Finnországba. Onnan az Amerikai Egyesült Államokba utazott, ahova 1940. augusztus 28-án érkezett, mindössze 20 dollárral a zsebében. Tengerésznek álcázva Borge a megszállás alatt egyszer visszatért Dániába, hogy meglátogassa haldokló édesanyját.

### Amerikában
Az USÁ-ba érkezésekor felvette a Victor Borge nevet, és bár nem beszélt angolul, filmeket nézve gyorsan megtanulta a nyelvet, vicceit pedig gyorsan sikerült az amerikai közönséghez igazítania. Fellépéseit 1941-ben Rudy Vallee zenész rádióműsorában kezdte. Nem sokkal később pedig már Bing Crosby is felvette a The Kraft Music Hall rádió-verieté programjába.
Borge hamar népszerű lett az amerikai közönség körében. 1942-ben elnyerte az év legjobb rádiós előadóművésze díjat. Hamarosan filmszerepeket ajánlottak neki olyan sztárok mellett mint Frank Sinatra (Magasabb és magasabb, 1944); 1946-tól az NBC-n rendezte a The Victor Borge Show-t, itt fejlesztette ki számos védjegyét is. Többek között többször bejelentett egy zenedarabot, de valami más vagy elterelte a figyelmét, vagy észrevételeket tett a közönségről, esetleg Chopen "Minute Waltz" darabjának tojásfőzéshez való alkalmazását ecsetelte. Gyakori trükkje volt Beethoven Holdfény-szonátájának előadásába belealudni, esetleg modern jazz- vagy popdallamra váltani előadás közben.

### A Borge-stílus
Egyik leghíresebb poénja a "Fonetikus írásjelek" volt, amelyben szövegrészletet olvasott fel egy könyvből, és eltúlzott hangeffektusokkal egészítette ki az összes írásjelet, például pontokat, vesszőket és felkiáltójeleket.
Fizikai és vizuális elemeket használt élő és televíziós előadásaiban. Különös hangú zongoradallamot játszik kottából, egyre zavartabban, a lapot fejjel lefelé vagy oldalra fordítva eljátssza az aktuális dallamot, a teljesítmény örömteli mosolyát villantva a közönség felé (eleinte szó szerint fejjel lefelé vagy oldalra játszotta a dallamot). Amikor egy másik dal energikus lejátszása miatt leesik a zongoraszékről, kinyitja a fedelét, kiveszi a biztonsági öv két végét, és a biztonság kedvéért becsatolja magát. Zenekart dirigálva megállt és megparancsolta egy rossz hangot játszó hegedűsnek, hogy távozzon a színpadról, majd folytatta az előadást, és a szekció többi tagját felállítva átültette, így töltve be az üres helyet, miközben a zenekar tagjai még játszanak. Végül kívülről lövés hangja hallatszik.
Az 1960-as években Borge állandó partnere Leonid Hambro amerikai koncertzongorista volt. 1968-tól rendszeresen adta elő Liszt Ferenc II. magyar rapszódiáját az örmény Şahan Arzruni zongoristával. A 70-es évektől Marylyn Mulvey operaénekesnő is többször vállal vele fellépést. 

### Későbbi karrierje
Borge 1948-tól többször is szerepelt Ed Sullivan CBS-en futó Toast of the Town című televíziós verietéműsorában. Ugyanebben az évben kaptam meg az amerikai állampolgárságot. 1953. október 2-án kezdte meg a New York-i John Golden Színházban egyszemélyes Comedy in Music műsorát, amely 849 előadásával 1956. január 21-én történt megszűnésekor bekerült a Guinness-rekordok könyvébe.
Sikereit turnékkal és bemutatókkal folytatta. Olyan zenekarokkal játszott és vezényelt együtt mint a Chicago-i Szimfonikus Zenekar, a New York-i Filharmonikus zenekar vagy a Londoni Filharmonikusok. Nagy megtiszteltetésnek érezte, amikor 1992-ben Koppenhágában a Dán Királyi Színházban a Dán Királyi Zenekart vezethette. Többször szerepelt a Szezám utcában és vendégszerepelt a Muppet Show-ban is. Az utolsó napokig turnézott. 90 éves korában is 60-szor lépett fel.

## Családja
Első feleségét, Elsie Chiltont 1933-ban vette feleségül. Miután elvált, 1953-ban feleségül vette Sarabel Sanna Scraper-t, akivel annak 2000 szeptemberében, 83 éves korában bekövetkezett haláláig házasok maradtak.
Borge-nak első házasságából egy fia, Ronald Borge és egy örökbefogadott lánya, Janet Crowle volt. Második házasságából pedig egy fia született, Victor Bernard Borge, és két lánya, Frederikke Borge és Sanna Borge.

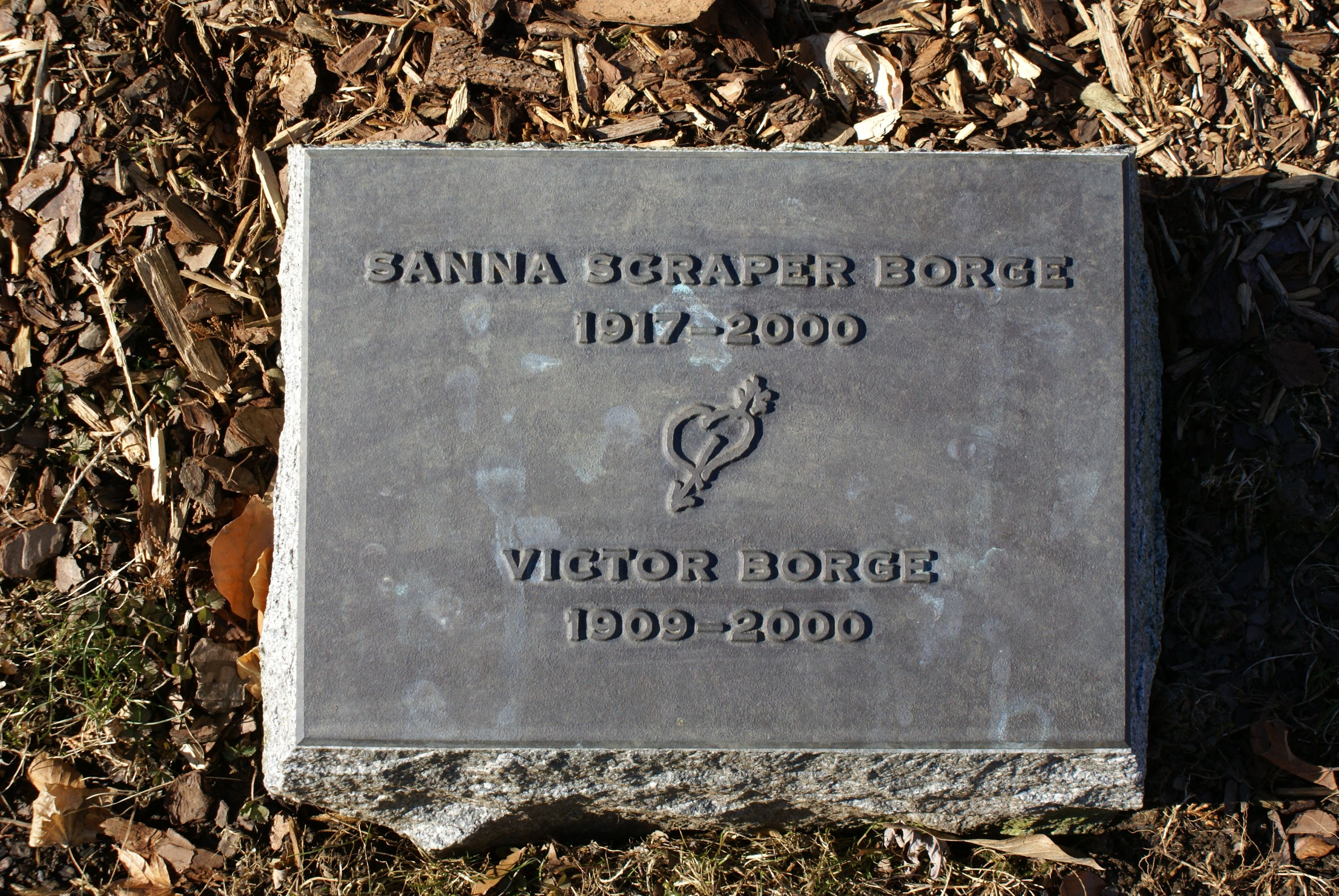
Victor és Sanna Borge sírja

## Halála
2000. december 23-án 91 éves korában, a Cunnecticut állambeli Greenwichben hunyt el, 75 év szórakoztatás után. Miután hazatért egy dániai koncertről, álmában elaludt. Frederikke Borge így nyilatkozott haláláról: "Épp ideje volt elmennie. Rettenetesen hiányolta anyámat." Felesége három hónappal korábban halt meg.

Borge kívánságát teljesítve az Egyesült Államokhoz és Dániához fűződő kapcsolata miatt úgy rendelkezett, hogy hamvai egy részét a greenwichi Putnam temetőbe felesége mellé helyezzék, egy részét pedig a koppenhágai nyugati zsidó temetőbe.